# Microtatorchis
Microtatorchis é um género botânico pertencente à família das orquídeas (Orchidaceae).